# Joseph Léopold Sigisbert Hugo

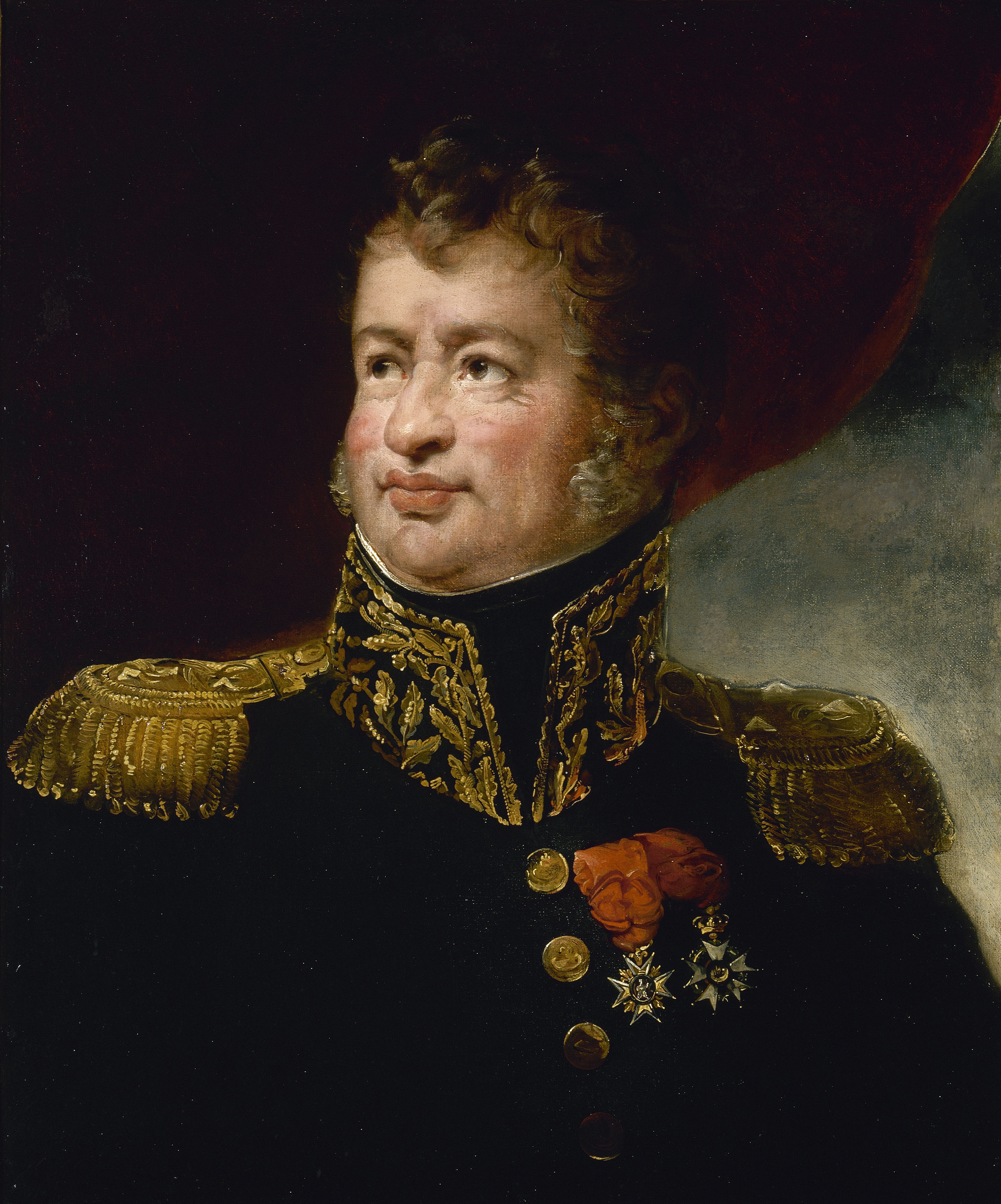
Joseph Léopold Sigisbert Hugo

Joseph Léopold Sigisbert Hugo (Nancy, 15 november 1773 – Parijs, 29 januari 1828) was graaf en generaal van het Eerste Franse Keizerrijk. Hij was de vader van de bekende schrijver Victor Hugo.

## Familie
Zijn vader Louis Joseph Hugo was een meester-timmerman in Nancy en adjudant bij het Koninklijk Leger. Hij was de zoon van een landbouwer in Baudrivourt. Hij behoorde tot de lagere middenklasse. Louis Joseph was twee keer getrouwd. Met zijn eerste vrouw Dieudonnée Béchet had hij 7 meisjes. Met zijn tweede vrouw Jeanne Marguerite Michaud had hij 5 jongens, die allemaal in het leger van de Revolutie meestreden. Twee van de jongens werden tijdens gevechten gedood ten noorden van de Elzas in Wissembourg, dicht bij de Duitse grens. De 3 overige jongens werden officier. (De derde jongen was Joseph Leopold Sigisbert.)

## Leven
Joseph Léopold Sigisbert begon zijn militaire carrière bij de Université Royale van Nancy. In 1788, toen hij 15 jaar was, onderbrak hij zijn universitaire studies. Hij werd vrijwilliger bij een regiment van infanterie in Beauvais. Hoewel hij streed voor het Koninklijk Leger, sloot hij zich later aan bij de Revolutie. In 1791 op de oevers van de Rijn behaalde hij zijn eerste promotie. In mei 1793 werd hij adjudant-majoor. Hij had een goede vriendschap met zijn commandant Arnould Muscar.
Op het einde van 1796 was hij even gestationeerd te Parijs. Later kreeg hij de rang van kapitein en werd hij naar de Vendée gestuurd. In Châteaubriant ontmoette hij Sophie Trébuchet. Op 15 november 1797 trouwde hij met haar.
Tussen 1800 en 1802 was hij gestationeerd in Besançon bij het 20e linie-infanterieregiment. Hij ontmoette er Joseph Bonaparte bij de ondertekening van het verdrag van Lunéville.
In 1802 (26 februari) werd zijn zoon Victor Hugo geboren. In 1803 werd hij kolonel in het Franse leger en werd hij overgeplaatst naar Marseille, daarna naar Bastia. Hij werd later in datzelfde jaar overgeplaatst naar Elba omdat hij uit de gratie was gevallen. Hij verbleef daar met zijn drie zonen. Sophie Trébuchet verbleef op dat moment in Parijs. Het boterde niet goed tussen Sophie en Joseph, dit zou zo blijven tot hun breuk in 1813 en hun scheiding in 1818. Hij nam in 1803 de verpleegster Catherine Thomas in dienst. Sophie begon een affaire met Generaal Lahorie, een samenzweerder tegen Napoleon. In 1809 wordt Generaal Lahorie gearresteerd in het huis van Sophie te Parijs en in 1812 wordt hij geëxecuteerd voor verraad.
Na de vangst van Fra Diavolo, werd Joseph in 1807 gouverneur van Avellino. In 1808 werd Joseph Bonaparte koning van Spanje en Joseph Leopold ging met hem mee en werd in Spanje kolonel van het Royal Étranger, een Spaans regiment samengesteld uit buitenlanders. Op 15 januari 1809 nam hij Ávila over. Hij werd brigadegeneraal op 20 augustus 1809. In 1810 werd hij benoemd tot algemeen inspecteur van het leger.
Nadat hij de rust in de provincie van Guadalajara terugbracht, die hij samen met de steden Ávila en Segovia bestuurde, kreeg hij op 27 september de titel van graaf van Siguenza.
Na de terugtrekking uit Spanje en de Slag van Vittoria (21 juni 1813), werd hij gedegradeerd door de Keizer tot majoor.
Tussen Joseph en Sophie waren er problemen, dit zorgde voor een breuk. Sophie leefde in 1813 gescheiden van Joseph en ging samen met Victor Hugo en zijn twee broer in Parijs leven.
Op 9 januari 1814 moest Joseph Thionville verdedigen. Hij hield 88 dagen stand tegen het leger van Louis XVIII. Om in het leger te blijven schaart hij zich op 14 april achter Louis XVIII. Hij mag in het leger blijven maar zijn soldij wordt gehalveerd.
In september 1814 kreeg hij het kruis van Saint-Louis en op 14 februari 1815 werd hij officier van het erelegioen.
Op 31 maart 1815 werd hij opnieuw belast met de verdediging van Thionville. In 1821 stierf Sophie Trébuchet en Joseph Léopold Sigisbert Hugo trouwde met zijn maîtresse, Catherine Thomas.
In 1825 kreeg hij de rang van luitenant-generaal. Hij is begraven op de begraafplaats van Père Lachaise.